# Vittore Pisani
Ne doit pas être confondu avec Vettor Pisani (homonymie).
Vittore Pisani, né en 1899 à Rome et mort en 1990 à Côme, est un linguiste italien, spécialiste des langues indo-européennes.